# Rann di Kutch

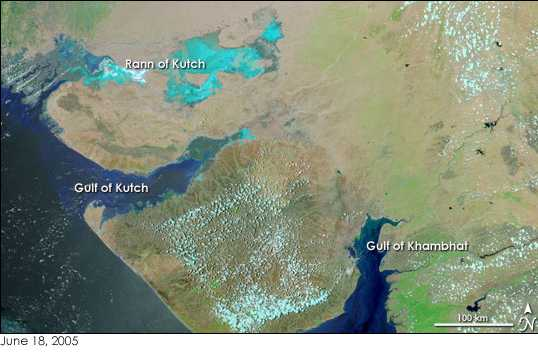
Il Rann di Kutch inondato durante il monsone estivo.

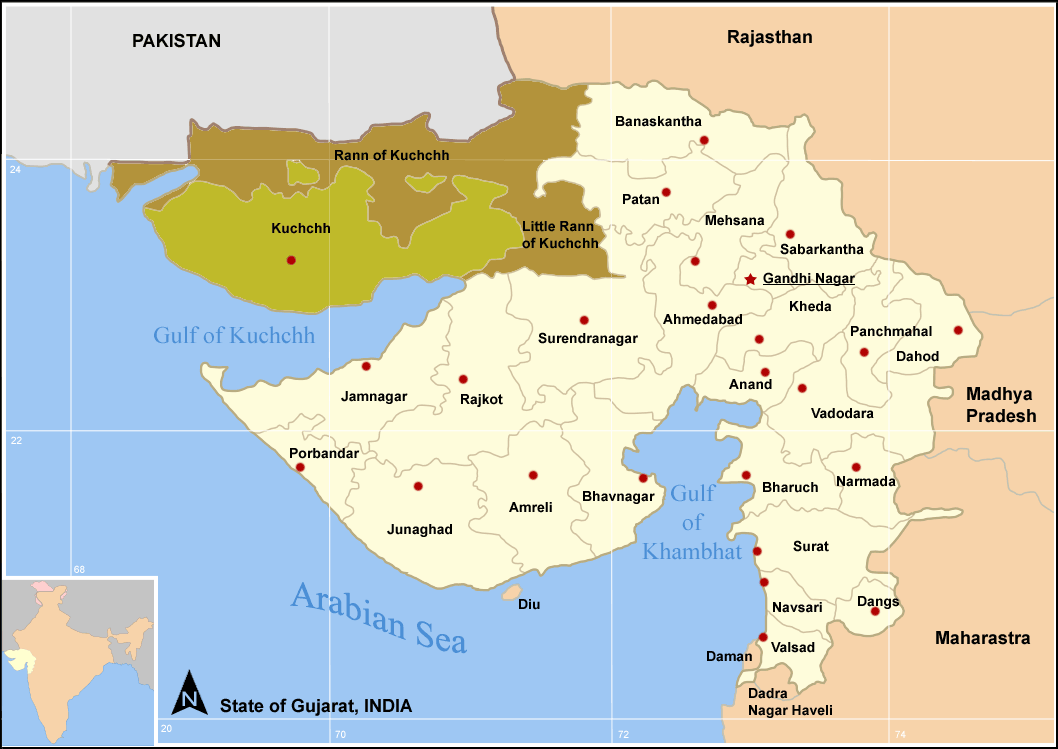
Estensione del Rann e del «Piccolo Rann di Kutch».

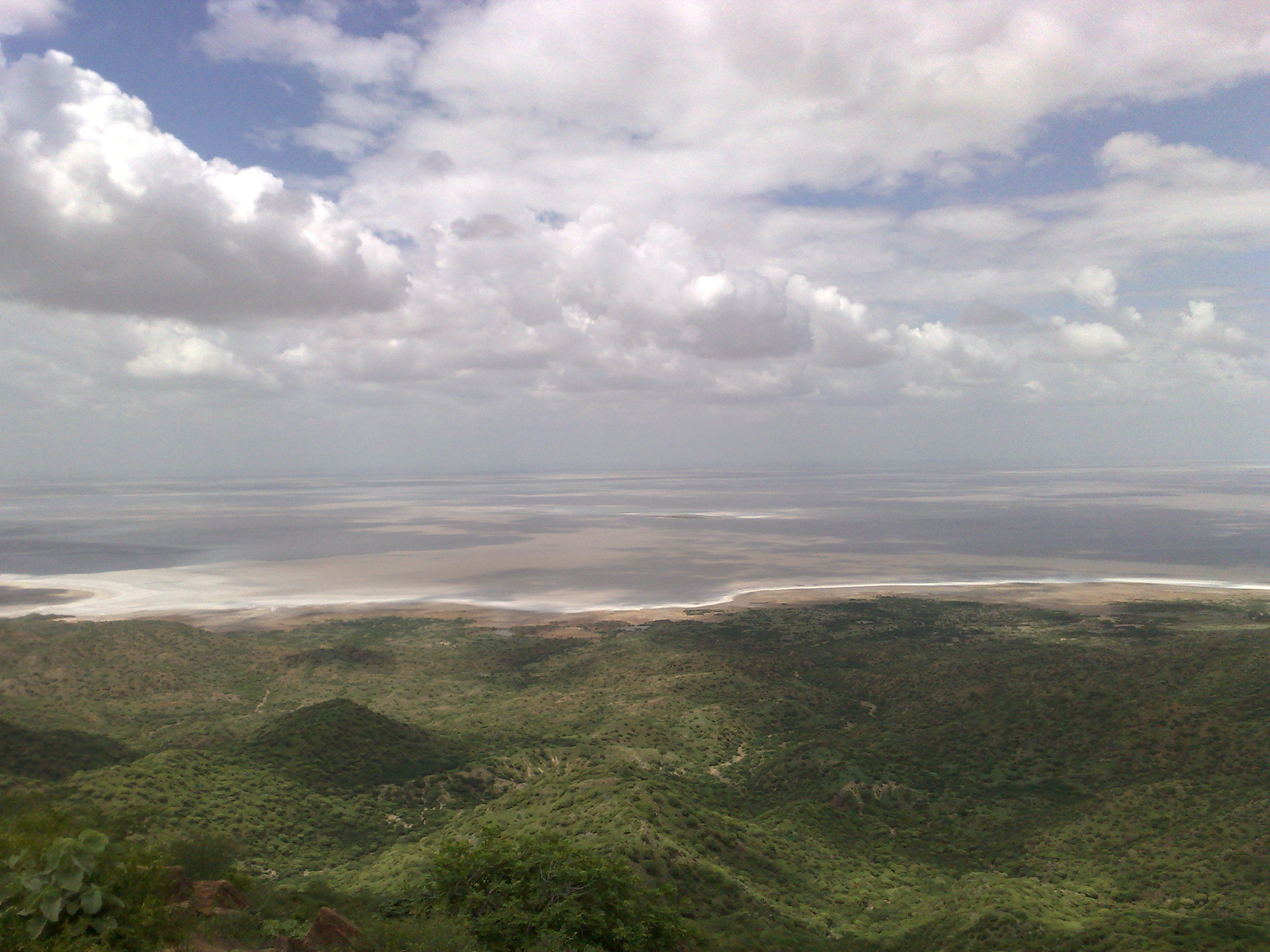
Veduta aerea del deserto salato.

Il Rann di Kutch (o Kachchh; in gujarati કચ્છનું રણ, in hindi कच्छ का रण, in inglese Rann of Kutch) è una palude salmastra temporaneamente allagata situata nella parte meridionale del confine tra India e Pakistan. Si estende per circa 28.000 km², compreso il Piccolo Rann di Kutch a sud-est, ed è situato in gran parte nell'area del distretto di Kutch del Gujarat, nell'India occidentale, a sud del deserto del Thar. Solo una piccola parte appartiene alla provincia pakistana del Sindh. La parola «Rann» è presa in prestito dall'hindi e significa palude salmastra.
In origine il Rann di Kutch era una baia poco profonda del mar Arabico. Successivamente il fondale si sollevò, tagliando ogni via di accesso al mare, e si andò creando un enorme lago salato ancora navigabile nei tempi antichi. Nel corso del tempo, il lago si è insabbiato, trasformandosi in una palude salmastra. Questa viene regolarmente allagata anche fino a 50 centimetri durante la breve stagione delle piogge, da luglio a settembre. Solo poche aree sabbiose e prive di sale sporgono da due a tre metri sopra la superficie dell'acqua. In questo momento, anche diversi fiumi sfociano nel lago salato. Nella stagione secca, solo il Luni scorre verso il Rann di Kutch, per disperdere qui le sue acque.

## Flora e fauna
Sono poche le piante che riescono a prosperare in quest'ambiente arido, caldo e ostile, soprattutto graminacee e cespugli spinosi. Gli alberi si trovano solo sporadicamente nelle aree prive di sale che non vengono allagate.
Solo poche specie di animali di grandi dimensioni si sono adattate alle condizioni inospitali della palude salmastra. Per il khur (Equus hemionus khur), noto anche come ghorkhar o asino selvatico indiano, il Rann di Kutch è una delle ultime roccaforti in India. Vivono qui anche circa 50 altre specie di mammiferi, tra cui la gazzella indiana (Gazella bennettii), l'antilope nilgau (Boselaphus tragocamelus), l'antilope cervicapra (Antilope cervicapra), il lupo (Canis lupus), la iena striata (Hyaena hyaena), il gatto selvatico asiatico (Felis silvestris ornata) e il caracal o lince del deserto (Caracal caracal). Il Rann di Kutch ospita circa 200 specie di uccelli e molti migratori provenienti dalla Siberia vengono qui a trascorrere l'inverno. Per proteggere le specie animali presenti, alcune delle quali minacciate di estinzione, gran parte dell'area è stata posta sotto tutela e costituisce il santuario dell'Asino selvatico.

## Dispute territoriali
Rivendicazione indiana;
     Rivendicazione pakistana.

Disputa del confine nell'area del Sir Creek:
Rivendicazione indiana;
Rivendicazione pakistana.

Questa palude salmastra, in gran parte inabitabile, è stata oggetto in passato di una disputa territoriale tra gli Stati di India e Pakistan, in guerra tra loro. Il Pakistan insisté affinché il confine tra i due paesi passasse nel mezzo del lago che si forma durante la stagione delle piogge, all'incirca lungo il 24º parallelo. Nel caso la frontiera tra due paesi passi attraverso uno specchio d'acqua, il diritto internazionale di solito definisce il suo centro come linea di confine. L'India, al contrario, voleva che il confine coincidesse con quello dell'ex stato principesco di Kutch. Nel 1965, alla vigilia della seconda guerra indo-pakistana, la disputa per il Rann di Kutch portò a un conflitto aperto nel quale rimasero uccisi almeno 450 soldati. Dopo i negoziati mediati dal primo ministro britannico Harold Wilson, i due paesi si accordarono il 19 febbraio 1968 per la spartizione dell'area. Il 10 per cento venne assegnato al Pakistan, mentre il 90 per cento rimase in mano all'India. Poco dopo la cosiddetta guerra di Kargil tra India e Pakistan, combattuta quasi esclusivamente sulle alte montagne del Kashmir, il 10 agosto 1999 le forze armate indiane abbatterono un Breguet Atlantic della marina pakistana che probabilmente aveva violato lo spazio aereo indiano nell'area del Rann di Kutch, ravvivando la tensione tra i due paesi. Anche la demarcazione nell'area del Sir Creek rimane tuttora controversa.